# Marietta Blau

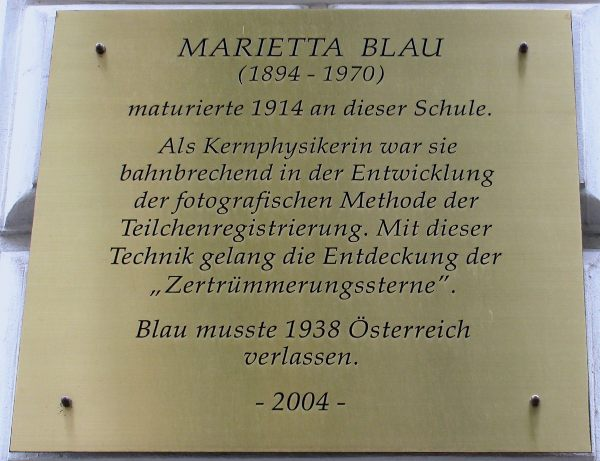
Targa commemorativa presso il liceo frequentato da Marietta Blau

Marietta Blau (Vienna, 29 aprile 1894 – Vienna, 27 gennaio 1970) è stata una fisica austriaca, ricordata per essere stata la prima a sviluppare la tecnica fotografica delle emulsioni nucleari per l'individuazione delle particelle e per la scoperta delle “stelle di disintegrazione”.

## Infanzia e formazione
Figlia dell'avvocato ed editore musicale Mayer (Markus) Blau (1854-1919) e della moglie Florentine Goldzweig, Marietta ha tre fratelli il maggiore dei quali muore in tenera età, la famiglia fa parte della borghesia ebraica medio alta di Vienna.
Dal 1900 al luglio 1905 frequenta la scuola pubblica, dall'ottobre 1905 frequenta il liceo femminile nella Rahlgasse 4, il primo liceo femminile fondato in Austria dal Verein für Erweiterte Frauenbildung, un'associazione per i diritti femminili. Nel luglio del 1914 consegue la maturità con lode.
Dal 1914 al 1918 studia fisica come materia principale e matematica come materia secondaria presso la facoltà di filosofia dell'Università di Vienna. Si laurea nel 1919 con una tesi sull'assorbimento dei raggi gamma, suoi relatori e docenti erano Franz Serafin Exner e Stefan Meyer. La sua carriera universitaria subisce un'interruzione nel 1916 anno in cui Marietta contrae la tubercolosi.

## Inizio della ricerca
Ritenendo impossibile una carriera accademica nell'Austria del primo dopoguerra, Marietta si trasferisce a Berlino dove dal 1920 al 1921 lavora presso la fabbrica di tubi Röntgen Fürstenau. Di seguito si trasferisce all'università di Francoforte dove collabora come assistente presso l'istituto per la fisica della medicina (Institut für physikalische Grundlagen der Medizin) occupandosi dell'insegnamento della fisica dei raggi x agli aspiranti medici radiologi.
Nel 1923 sua madre si ammala gravemente e Marietta torna a Vienna dove lavora come libera collaboratrice (quindi non pagata) presso l'Istituto di studio della radioattività (Institut für Radiumforschung) dell'Accademia austriaca delle scienze. In questo periodo si mantiene con l'aiuto della famiglia e tramite piccole attività di supporto alle ricerche scientifiche. Trascorre due semestri di ricerca a Gottinga presso Robert Wichard Pohl e al Radium-Institut di Parigi presso Marie Curie (1932/1933) finanziati da una borsa di studio dell'unione delle donne accademiche austriache.
Nel periodo viennese Marietta si occupa soprattutto di emulsione nucleare per l'individuazione delle particelle. Gli obiettivi del suo lavoro erano l'individuazione di particelle, in particolare particelle alfa e protoni e la determinazione della loro energia sulla base delle scie create sulle emulsioni. Per queste ricerche Marietta Blum e la sua collaboratrice Hertha Wambacher ottengono nel 1936 il Premio Haitinger e nel 1937 il Premio Lieben dell'Accademia Austriaca delle Scienze. Negli anni tra il 1932 e il 1938 producono insieme oltre venti pubblicazioni.
Il punto culminante delle loro ricerche è nel 1937 quando scoprono, su delle piastre fotografiche esposte ai raggi cosmici ad un'altitudine di 2300 m, delle "stelle di disintegrazione", delle tracce a forma di stella di reazioni nucleari (Spallazione nucleare) delle particelle di raggi cosmici con nuclei dell'emulsione nucleare.
Fino al 1938 Marietta lavora gratuitamente non accumulando quindi diritti pensionistici, visto il successo delle sue ricerche fa domanda per una posizione da assistente e l'abilitazione ad proseguire la carriera accademica ma le viene risposto che essere donna ed ebrea "è semplicemente troppo".

## L'esilio
Nel 1938, in seguito all'Anschluss e a causa delle sue origini ebree Marietta lascia l'Austria interrompendo in modo brusco la sua carriera scientifica. Si reca dapprima ad Oslo dove lavora nel laboratorio dell'istituto chimico di Ellen Gleditsch e dopo lo scoppio della seconda guerra mondiale, tramite l'intermediazione di Albert Einstein, si trasferisce con la madre a Città del Messico, qui, incaricata come docente di fisica, non trova le condizioni per proseguire nell'attività di ricerca, durante il soggiorno in Messico perde la madre all'inizio del 1944 e si ammala di tifo esantematico.
Nel maggio del 1944 si trasferisce a New York dove vive il fratello minore, Ludwig, negli Stati Uniti ritrova alcuni colleghi di Vienna che nel frattempo si erano trasferiti oltreoceano. Inizia a lavorare per la Canadian Radium and Uranium Corporation. Per un periodo di circa 10 anni Marietta non ha quindi modo di effettuare attività di ricerca mentre a Vienna, gli elaborati con i progressi delle sue ricerche interrotte per il suo esilio, vengono rilevati dai suoi colleghi, continuati e in parte pubblicati senza che venga citato il suo nome.
Nel maggio del 1948 viene chiamata dalla Atomic Energie Commission presso la Columbia University come ricercatrice. Due anni dopo viene inviata presso il Brookhaven National Laboratory a Long Island dove si trovava il "Cosmotrone", un acceleratore di particelle, qui si occupa dell'uso del metodo fotografico per l'individuazione delle particelle in esperimenti con l'acceleratore di particelle.
Viene candidata da Erwin Schrödinger insieme alla Wambacher per il premio Nobel per la fisica del 1950 che però venne poi conferito a Cecil Frank Powell le cui ricerche erano state fortemente ispirate dai lavori di Blau e Wambacher. Nel discorso di conferimento Powell non nomina nessuna delle due scienziate. Viene candidata al premio Nobel per altre tre volte: nel 1955 da Hans Thirring e nel 1956 e 1957 da Schrödinger.
Nel 1955 diviene professore associato presso l'Università di Miami in Florida, tramite una borsa di studio dell'United States Air Force allestisce un laboratorio attrezzato dove proseguire le sue ricerche. Pubblica diversi lavori sugli antiprotoni, π-mesoni e K-mesoni.

## Il ritorno a Vienna
Anni di esposizione a sostanze radioattive iniziano a minare la salute di Marietta, oltre a problemi di rigidità articolare alle mani soffre di cataratta, non avendo accumulato contributi negli Stati Uniti decide di tornare a farsi operare in Austria dove i costi dell'intervento sono inferiori. Il suo desiderio è quello di rientrare negli Stati Uniti dopo l'intervento ma le condizioni di salute non glielo permettono. Riprende a lavorare, nuovamente a titolo gratuito, con l'Istituto di studio della radioattività a Vienna dove guida un gruppo di lavoro che analizza le riprese fotografiche delle tracce degli esperimenti del CERN ed è relatore di una tesi di dottorato sull'argomento. Nel 1962 le viene conferito il Premio Erwin Schrödinger, non viene tuttavia accettata la sua ammissione all'Accademia Austriaca delle Scienze.
Morì indigente nel 1970 a causa di un tumore. La malattia era riconducibile ad anni di esposizione senza protezioni alle sostanze radioattive. In nessuna rivista scientifica apparve un necrologio.

## Riconoscimenti postumi
Nel 2004 le venne intitolata una targa commemorativa nel liceo che aveva frequentato e la città di Vienna le intitolò un vicolo, Marietta-Blau-Gasse, nel 22º distretto. Nel 2005 l'università di Vienna le intitolò un'aula nell'edificio principale.